# VfL Bochum
Verein für Leibesübungen Bochum 1848 Fußballgemeinschaft, thường được biết đến là VfL Bochum (phát âm tiếng Đức: [faʊ̯ʔɛfˌʔɛl ˈboːxʊm] ⓘ), là một câu lạc bộ bóng đá chuyên nghiệp Đức có trụ sở ở thành phố Bochum, Nordrhein-Westfalen. Câu lạc bộ hiện thi đấu ở 2. Bundesliga từ mùa giải 2025–26 sau khi xuống hạng từ Bundesliga ở mùa giải 2024–25.

## Cầu thủ

### Đội hình hiện tại
Tính đến  ngày 3 tháng 9 năm 2015

Ghi chú: Quốc kỳ chỉ đội tuyển quốc gia được xác định rõ trong điều lệ tư cách FIFA. Các cầu thủ có thể giữ hơn một quốc tịch ngoài FIFA.
| Số | VT | Quốc gia | Cầu thủ                                             |
| -- | -- | -------- | --------------------------------------------------- |
| 1  | TM | Đức      | Andreas Luthe                                       |
| 2  | TV | Đức      | Tim Hoogland                                        |
| 3  | HV | Hà Lan   | Giliano Wijnaldum                                   |
| 4  | HV | Đức      | Malcolm Cacutalua (cho mượn từ Bayer 04 Leverkusen) |
| 5  | HV | Đức      | Felix Bastians                                      |
| 6  | HV | Séc      | Jan Šimůnek                                         |
| 7  | TĐ | Đức      | Selim Gündüz                                        |
| 8  | TV | Pháp     | Anthony Losilla                                     |
| 9  | TĐ | Angola   | Nando Rafael                                        |
| 10 | TĐ | Đức      | Marco Terrazzino                                    |
| 11 | TĐ | Litva    | Arvydas Novikovas                                   |
| 13 | TV | Đức      | Thomas Eisfeld                                      |
| 14 | TĐ | Đức      | Peniel Mlapa                                        |
| 15 | TĐ | Đức      | Cagatay Kader                                       |
| 16 | TV | Đức      | Gökhan Gül                                          |
| 17 | TV | Đức      | Tobias Weis                                         |
| 18 | HV | Đức      | Jan Gyamerah                                        |

| Số | VT | Quốc gia   | Cầu thủ                                         |
| -- | -- | ---------- | ----------------------------------------------- |
| 19 | HV | Đức        | Patrick Fabian (Đội trưởng)                     |
| 20 | TV | Ba Lan     | Piotr Ćwielong                                  |
| 21 | HV | Đức        | Stefano Celozzi                                 |
| 22 | TĐ | Đức        | Simon Terodde                                   |
| 23 | TĐ | Đức        | Janik Haberer (cho mượn từ TSG 1899 Hoffenheim) |
| 24 | HV | Đức        | Timo Perthel                                    |
| 25 | TV | Thổ Nhĩ Kỳ | Onur Bulut                                      |
| 26 | TV | Đức        | Görkem Saglam                                   |
| 27 | TV | Curaçao    | Michaël Maria                                   |
| 28 | HV | Đức        | Frederik Lach                                   |
| 30 | HV | Ba Lan     | David Niepsuj                                   |
| 31 | HV | Đức        | Tom Baack                                       |
| 32 | TM | Đức        | Felix Dornebusch                                |
| 33 | TM | Đức        | Manuel Riemann                                  |
| 34 | TĐ | Hy Lạp     | Vangelis Pavlidis                               |
| 35 | TV | Đức        | Roman Zengin                                    |

### Cầu thủ được đem đi cho mượn
Ghi chú: Quốc kỳ chỉ đội tuyển quốc gia được xác định rõ trong điều lệ tư cách FIFA. Các cầu thủ có thể giữ hơn một quốc tịch ngoài FIFA.
| Số | VT | Quốc gia | Cầu thủ                                                             |
| -- | -- | -------- | ------------------------------------------------------------------- |
| 39 | TV | Na Uy    | Henrik Gulden (cho Mjøndalen IF mượn đến ngày 31 tháng 12 năm 2015) |

|  |

### Đội hình II
Tính tới 30 tháng 12 năm 2008
huấn luyện viên:  Nicolas Michaty
Ghi chú: Quốc kỳ chỉ đội tuyển quốc gia được xác định rõ trong điều lệ tư cách FIFA. Các cầu thủ có thể giữ hơn một quốc tịch ngoài FIFA.
| Số | VT | Quốc gia   | Cầu thủ             |
| -- | -- | ---------- | ------------------- |
| 1  | TM | Đức        | Andreas Luthe       |
| 2  | HV | Đức        | Christian Mäscher   |
| 3  | HV | Đức        | Thiemo Höhn         |
| 4  | HV | Đức        | Christian Kalina    |
| 5  | HV | Đức        | Daniel Klinger      |
| 6  | TV | Đức        | David Zajas         |
| 7  | TV | Đức        | Mirkan Aydın        |
| 8  | TV | Đức        | Jürgen Duah         |
| 9  | TĐ | Đức        | Sami El-Nounou      |
| 10 | TV | Đức        | Heinrich Schmidtgal |
| 11 | TV | Thổ Nhĩ Kỳ | Dilaver Güclü       |

| Số | VT | Quốc gia | Cầu thủ            |
| -- | -- | -------- | ------------------ |
| 12 | TM | Đức      | Michael Esser      |
| 13 | TV | Đức      | Lukas Schmitz      |
| 14 | TV | Đức      | Oliver Zech        |
| 15 | TV | Ý        | Gianluca Zavarise  |
| 16 | TĐ | Đức      | Mike Hibbeln       |
| 17 | TĐ | Đức      | Roman Prokoph      |
| 18 | TĐ | Đức      | Alexander Neumann  |
| 21 | TĐ | Đức      | Mohamed Labiadh    |
| 22 | HV | Đức      | Rouven Schröder    |
| 23 | HV | Đức      | Jonas Acquistapace |
| 30 | HV | Đức      | Patrick Fabian     |

### Cựu cầu thủ
Các cầu thủ dưới đây được liệt ra ở trang web chính thức như những cầu thủ nổi tiếng nhất, hoặc là những cầu thủ Bundesliga với số lần ra sân và bàn thắng nhiều nhất.
- Hans-Joachim "Jochen" Abel[4]
- Holger Aden[5]
- Dieter Bast[5]
- Frank Benatelli[5]
- Mirko Dickhaut[5]
- Thomas Ernst[5]
- Frank Fahrenhorst[5]
- Harry Fechner[5]
- Hermann Gerland[5]
- Dirk Helmig[5]
- Michael Hubner[5]
- Mathias Jack[5]
- Josef Kaczor[4][5]
- Hans-Jürgen Köper[5]
- Peter Közle[5]
- Martin Kree[5]
- Stefan Kuntz[4][5]
- Michael Lameck[4][5]
- Uwe Leifeld[5]
- Kai Michalke[5]
- Josef Nehl[5]
- Walter Oswald[4][5]
- Peter Peschel[5]
- Thomas Reis[5]
- Dirk Riechmann[5]
- Hilko Ristau[5]
- Michael Rzehaczek[5]
- Christian Schreier[5]
- Frank Schulz[5]
- Thomas Stickroth[5]
- Franz-Josef Tenhagen[4][5]
- Hans Walitza[4][5]
- Uwe Wegmann[4][5]
- Andreas Wessels[5]
- Lothar Woelk[4]
- Dariusz Wosz[4]
- Ralf Zumdick[4]

Iceland
- Thordur Gudjonsson[5]

Hà Lan
- Rob Reekers[5]

Ba Lan
- Tomasz Wałdoch[5]

Iran
- Vahid Hashemian[5]

## Danh hiệu
Cúp UEFA1997/98 (vòng ba), 2004/05 (Vòng một)
Cúp quốc gia Đức Chung kết1967/68, 1987/88
Bundesliga UEFA Cup qualification1996/97 (5th), 2003/04 (5th)
Vua phá lưới Bundesliga1985/86 (Stefan Kuntz, 22 bàn), 2002/03 (Thomas Christiansen, 21 bàn (w/Giovane Elber)), 2006/07 (Theofanis Gekas, 20 bàn)
Bundesliga hạng hai vô địch1993/94, 1995/96, 2005/06
Bundesliga hạng hai vua phá lưới1993/94 (Uwe Wegmann 22 bàn)

### Đội trẻ
- Giải U19 vô địch nước Đức
  - Vô địch: 1969
  - Về nhì: 2004, 2005
- Giải vô địch U17 nước Đức
  - Vô địch: 1985
- Giải vô địch U19 Tây Đức
  - Vô địch: 2004, 2005

## Huấn luyện viên
| 1967-1972 | Hermann Eppenhoff    |
| 1972-1979 | Heinz Höher          |
| 1979-1981 | Helmuth Johannsen    |
| 1981-1986 | Rolf Schafstall      |
| 1986-1988 | Hermann Gerland      |
| 1988-1989 | Franz-Josef Tenhagen |
| 1989-1991 | Reinhard Saftig      |
| 1991      | Rolf Schafstall      |
| 1991-1992 | Holger Osieck        |
| 1992-1995 | Jürgen Gelsdorf      |
| 1995-1999 | Klaus Toppmöller     |
| 1999      | Ernst Middendorp     |
| 1999-2000 | Bernard Dietz        |
| 2000-2001 | Ralf Zumdick         |
| 2001      | Rolf Schafstall      |
| 2001      | Bernard Dietz        |
| 2001-2005 | Peter Neururer       |
| 2005-     | Marcel Koller        |